# Lonesome Luke's Wild Women
Lonesome Luke's Wild Women é um curta-metragem norte-americano de 1917, do gênero comédia, estrelado por Harold Lloyd.

## Elenco
- Harold Lloyd - Lonesome Luke
- Bebe Daniels
- Snub Pollard
- Bud Jamison
- Sammy Brooks
- W.L. Adams
- David Voorhees

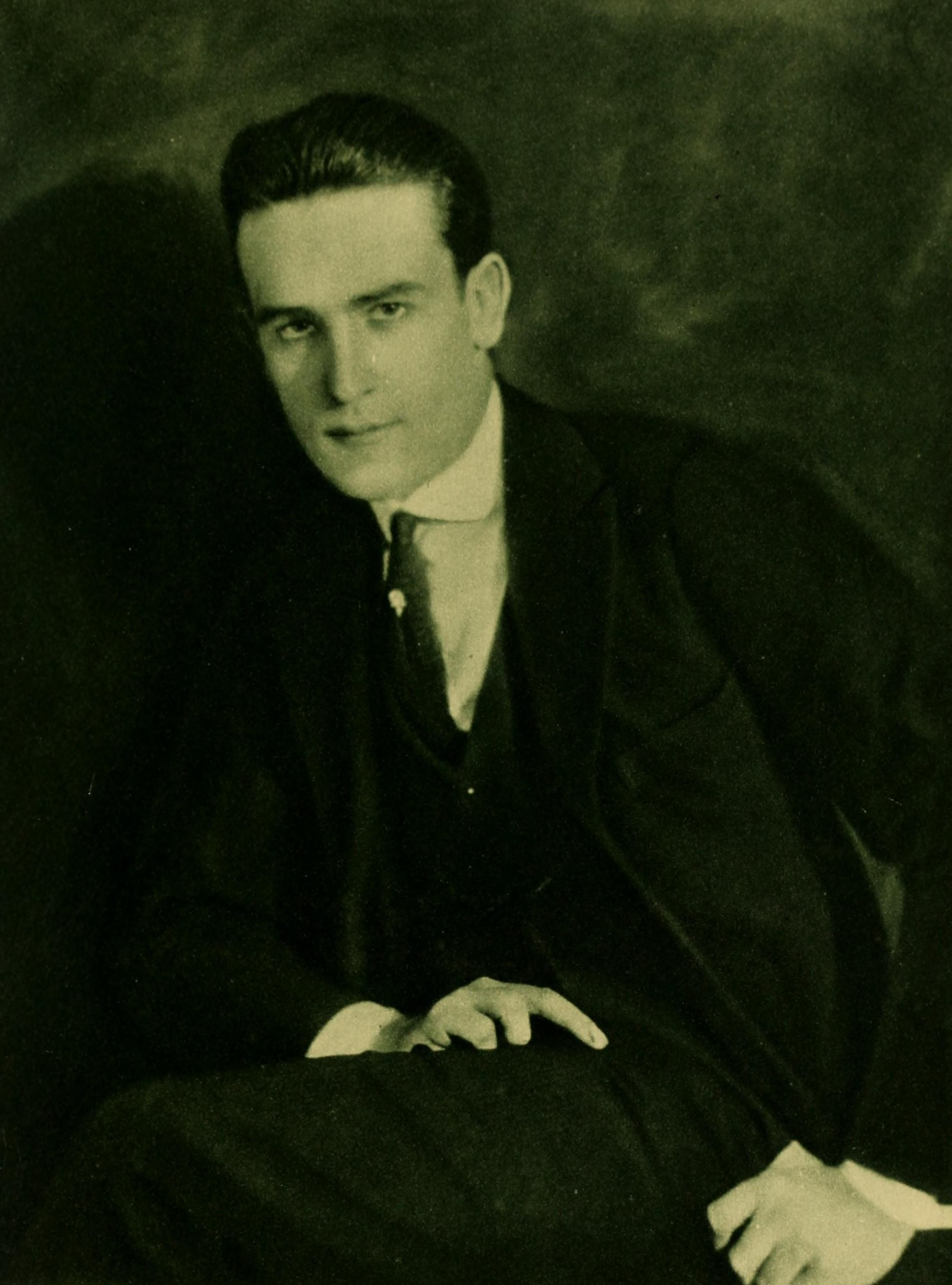
Harold Lloyd

- Charles Stevenson - (como Charles E. Stevenson)
- Billy Fay
- Sandy Roth
- Margaret Joslin - (como Margaret Joslin Todd)
- Fred C. Newmeyer
- Gilbert Pratt
- Max Hamburger
- Gus Leonard
- Marie Mosquini
- Dorothea Wolbert